# Nestorix
Nestorix is een personage uit de stripverhalen van Asterix en Obelix.

## Karakter
Nestorix is de oudste man van het Gallische dorpje in de streek Armorica (Bretagne), maar nog kwiek en buitengewoon vitaal. Hij is een veteraan, die heeft meegestreden tegen de Romeinen tijdens de Slag bij Gergovia en het Beleg van Alesia. Hij levert (meestal ongevraagd) commentaar op alles wat er in het dorp gebeurt, waarbij hij vervaarlijk om zich heen kan zwaaien met zijn kruk. Zijn felheid tegenover alles wat Romeins is heeft hij ook in zijn oude dag behouden, evenals zijn buitengewone belangstelling voor vrouwen. Zelf is hij getrouwd met een jonge, mooie Gallische, die hem overigens goed onder de duim houdt.
Als er wordt gevochten in het dorp wil Nestorix meedoen maar houdt zijn vrouw hem tegen.
Nestorix wordt voor het eerst genoemd in Asterix en de Olympische Spelen (de twaalfde band in de Asterix-reeks). Daar wordt bovendien vermeld dat zijn leeftijd 73 jaar is. In De kampioen (deel 6) en Asterix en de Noormannen (deel 9) treffen we hem reeds op plaatjes aan.

## Naam
De originele Franse naam van Nestorix is Agécanonix, een zinspeling op zijn ouderdom (lett. 'canonieke leeftijd'). De Nederlandse weergave 'Nestorix' is afgeleid van nestor, wat staat voor 'een schrandere, eerbiedwaardige grijsaard' en 'de oudste van een categorie of groep van personen' Nestor is op zijn beurt weer een verwijzing naar Nestor, de naam van de oudste en om zijn wijze raadgevingen beroemde Griekse held bij het Beleg van Troje.
In andere talen wordt het personage Agécanonix/Nestorix aangeduid als:
- Engels:
  -  Verenigd Koninkrijk: Geriatrix
  -  Verenigde Staten: Arthritix
- Fins: Senilix
- Duits: Methusalix (een verwijzing naar Methusalem)
- Spaans: Edadepiedrix (een verwijzing naar de Steentijd, in het Spaans Edad de Piedra)
- Italiaans: Matusalemmix

## Trivia
- Nestorix is een naam die weleens wordt gebruikt door reünisten van bijvoorbeeld studentenverenigingen of veteranenteams van sportverenigingen om hun eigen club of team aan te duiden.

## Voetnoten
1. ↑  Van Dale, s.v.